# Juan Francisco Fernández
Juan Francisco Fernández (Santa Fe, 21 novembre 2002) è un cestista argentino con cittadinanza spagnola.

## Carriera

### Nazionale
Con l'Argentina under 19 ha partecipato al Mondiale di categoria del 2019 e del 2021.